# Hiersac
Hiersac je naselje in občina v zahodnem francoskem departmaju Charente regije Poitou-Charentes. Leta 2006 je naselje imelo 1.065 prebivalcev.

## Geografija
Kraj se nahaja v pokrajini Angoumois 14 km zahodno od središča departmaja Angoulêma.

## Uprava
Hiersac je sedež istoimenskega kantona, v katerega so poleg njegove vključene še občine Asnières-sur-Nouère, Champmillon, Douzat, Échallat, Linars, Moulidars, Saint-Amant-de-Nouère, Saint-Genis-d'Hiersac, Saint-Saturnin, Sireuil, Trois-Palis in Vindelle z 10.959 prebivalci.
Kanton Hiersac je sestavni del okrožja Angoulême.